# Schönenberg (Zurich)
Pour les articles homonymes, voir Schönenberg.
Schönenberg est une localité de Wädenswil et une ancienne commune suisse du canton de Zurich, située dans le district de Horgen.

## Histoire

Vue aérienne de 1500 m par Walter Mittelholzer (1924).

Le 1er janvier 2019, Hütten et Schönenberg sont devenues des localités de la commune de Wädenswil.